# Hans Valentin Triebel
Johann (Hans) Valentin Triebel (* 1653; † nach 1726) war ein frühneuzeitlicher deutscher Unternehmer, Schultheiß der kleinen Gemeinde Vesser im Thüringer Wald bei Suhl und Stifter der evangelischen Kirche im Ort.

## Leben
Hans Valentin Triebel stammte aus dem gleichnamigen Hammerherrengeschlecht, das eng mit der Entwicklung des Hüttenortes Vesser verbunden ist und über mehrere Generationen seit dem 15. Jahrhundert die Eisenhütte im Ort betrieb. Er selbst war als ein reich begüterter Hammer- und Waffenschmied tätig, zugleich Schultheiß des Ortes und in dieser Rolle um die Ansiedlung von Handwerk und die Entwicklung des Ortes bemüht.
Triebel, dessen privates Leben bislang wenig erforscht ist, verlor 1716 seinen 15-jährigen Sohn Johann Gottwald, dessen Epitaph in der unter Denkmalschutz stehenden Kirche bis 1992 erhalten war, im Zuge der Erneuerung 1992 aber nach Schmiedefeld ausgelagert wurde.

## Wirtschaftliche Entwicklung in Vesser
Valentin Triebel unterstützte als Schultheiß von Vesser Hans Adam Triebel aus Schmiedefeld, der im Jahr 1690 den Bau einer Mahl- und Ölmühle anfragte. Nach dem Einspruch von Dorothea Triebel, Müllerwitwe aus Schmiedefeld, verteidigte er die Ansiedlung vor dem zuständigen Amt Schleusingen. Das Amt gab den Fall daher an die nächste Verwaltungsinstanz auf der Moritzburg an der Elster weiter. Hans Adam erhielt schließlich nach umfänglicher Prüfung die Konzession unter der Auflage, dass er keinen Handel mit dem Öl betreiben dürfe.
1696 stellte er zusammen mit Hans Adam Triebel den Antrag, eine Schneidemühle unterhalb der Schmelzhütte in Vesser bei der Mündung des Ruppbaches in die Vesser errichten zu dürfen. Die Konzession wurde unter kleineren Auflagen erteilt. Es durfte z. B. nur gebrauchtes Holz für den Bau verwendet werden und die Fischbestände des Ruppaches durften nicht gefährdet werden.
Um 1700 wurde das Schleifwerk in seiner Hälfte des Eisenhammers nicht mehr genutzt. Weiterhin beobachtete er die Ansiedlung eines Kupferhammers und allgemein eine starke Produktion von Eisen in der Region, weshalb er auch den Verkauf von Eisen außerhalb des Landes überlegte. Er bat daher am 30. Dezember 1699 um die Erlaubnis zum Bau eines Zainhammers auf seiner Hälfte des Hammerwerkes in Vesser. Auch diese Anfrage wurde nicht ohne weiteres vom Amt Schleusingen genehmigt. Erst nach Rückfrage bei der nächsten Verwaltungsinstanz unter Herzog Moritz Wilhelm von Sachsen-Zeitz auf der Moritzburg und intensiver Prüfung wurde eine Konzession unter Auflagen erteilt. Er durfte nur sein eigenes Eisen verzainen und dies auch nur außer Landes verkaufen. Er musste am 14. April 1700 im Amt Schleusingen eigenhändig unterschreiben diese Auflagen einzuhalten und musste akzeptieren, dass ihm bei Nichteinhaltung eine willkürliche Strafe drohe.
Mit diesen frühneuzeitlichen Produktionsstätten war er um 1700 der wichtigste Arbeitgeber im Vessertal.

## Kirchenbau in Vesser

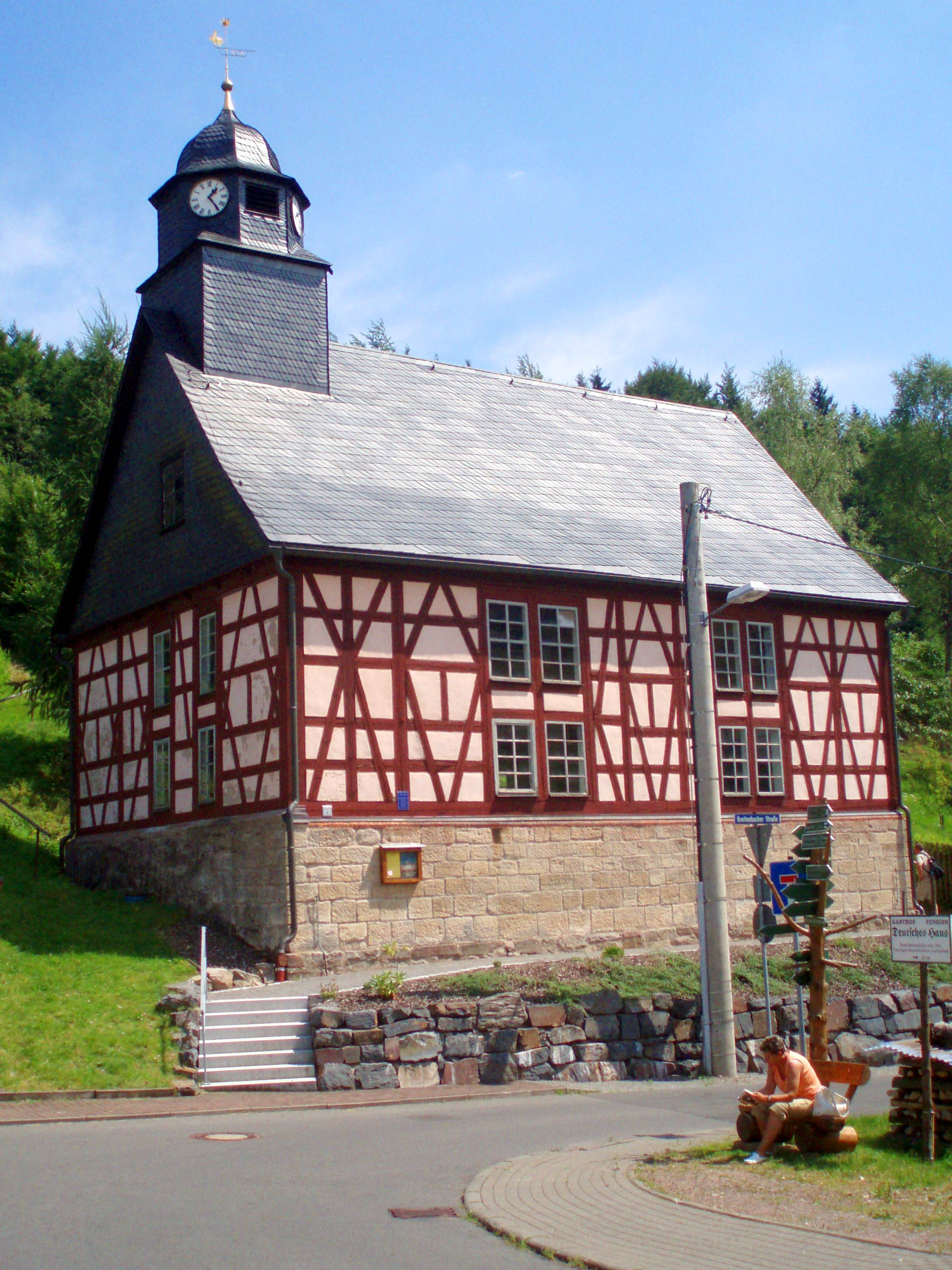
Die von Triebel errichtete Kirche in Vesser

Nachdem sein Sohn Johann Martin das Schultheißenamt übernommen hatte, regte der im Ruhestand befindliche Triebel den Bau einer Kirche in Vesser an. Dazu richtete er am 26. September 1708 ein persönliches Gesuch an den Herzog Moritz Wilhelm von Sachsen-Zeitz. Triebel berichtete, dass er auf eigene Kosten eine kleine Schulwohnung erbauen und für die Gemeinde auch ein Uhrwerk mit Glocke anfertigen lassen wolle. Da die bislang in seinem Wohnhaus befindliche Wohnung für die Gottesdienste der Gemeinde Vesser zu klein geworden war, bot er an, auf seinem Grund und Boden auch eine kleine Kirche zu errichten, sofern der Landesherr das erforderliche Bauholz zur Verfügung stellen würde. Die Gemeinde Vesser unterstützte das Gesuch des früheren Schultheißen.
Herzog Moritz Wilhelm ließ das Angebot prüfen und den vorgesehenen Bauplatz am 20. September 1709 durch das Konsistorium Schleusingen besichtigen. Er wurde von den Konsistorialräten als geeignet beurteilt. Es wurde festgestellt, dass bis auf Sebastian Triebel alle Einwohner für den Bau dieser Kirche seien und folgendes Vermögen hergeben (wobei sich Johann Valentin Triebel und sein Sohn an vorderster Front befanden):
- Hans Valtin Triebel, gewesener Schultheiß, außer dem Platz zum Kirchenbau 50 fl,
- Hans Martin Triebel, Schultheiß 6 fl,
- Hans Jacob Marr, Zimmermann 2 fl, 8 gr, 5 pf,
- Hans Mathes Triebel 2 fl,
- Georg Niclaus Triebel, 2 fl, 8 gr, 5 pf,
- Christoph Triebel, 2 fl, 8 gr, 5 pf,
- Hans Pauel Triebel, 1 gfl, 4 gr, 2 1/2 pf,
- Peter Schneider 10 gr, 6 pf,
- Anna Elisbetha, Paul Schuberts Relicta 10 gr, 6 pf,
- David Bauer 1 fl,
- Mathes Schubart 1 fl, 4 gr, 2 1/2 pf,
- Hans Michael Reinhard 1 fl,
- Ursula, Hans Adam Triebels Wittib 12 gr, 7 1/2 pf,
- Mathes Widder 10 gr, 6 pf,
- Hans Schneider 12 gr, 7 1/2 pf,
- Hans Adam Triebel 1 fl,
- Mathes Triebel 1 fl,
- Barbara, Valtin Triebels Wittib 10 gr, 6 pf,
- Hans Heinrich Triebel 1 fl, 4 gr, 2 1/2 pf,
- Christoph Eser 1 fl,
- Pauel Triebel 1 fl

Diese Spender (plus Sebastian Triebel) sind somit identisch mit allen Familienvorständen in der Vesser im Jahre 1709.
Nachdem detailliert berechnet wurde, dass dem Herzog für den Kirchbau lediglich Unkosten in Höhe von 210 Talern entstehen würden, genehmigte er am 14. Mai 1710 dessen Errichtung. Triebel erhielt das Bauholz vom Oberaufseheramt Schleusingen kostenlos zur Verfügung gestellt, so dass mit dem Bau der Fachwerkkirche mit Uhrtürmchen und Glocken noch im gleichen Jahr begonnen werden konnte. Gleichzeitig hatte der Herzog eine Kollekte für den Kirchenbau in der Grafschaft Henneberg genehmigt.
Am Pfingstdienstag 1711 konnte bereits das Kirchweihfest begangen werden. Die Predigt anlässlich der Weihe hielt der Superintendent aus Suhl. Die Kirche wurde eine Filialkirche von Frauenwald und letztendlich von Schmiedefeld am Rennsteig.

## Verlegung und Verkauf des Hammers
In den ersten Jahren des 18. Jahrhunderts führte nach Angaben von Valentin Triebel die Vesser nicht mehr genügend Wasser. Er stellte daher am 18. November 1717 den Antrag, den Eisenhammer auf die heutige Hammerwiese zu verlegen. Die Schmelzöfen und die Blasebälge sollten im Ort verbleiben. Valentin Triebel musste um seinen Hammer und die Verlegung kämpfen, denn ein Suhler Köhler nutzte ebenfalls das Wasser der Vesser und leitet es nicht genügend zurück, die Schmiedefelder beschwerten sich, weil sie einen vollständigen Hammer hatten, und Niclas Keiner aus Suhl stellte einen Antrag einen vollständigen Hammer an der gleichen Stelle zu bauen. Valentin und Martin Triebel stellten im Juni 1718 den Antrag erneut und bekräftigen die 300-jährige Familientradition, die ins Verderben gehen würde, wenn der Hammer an Fremde übergeben werden würde. Schließlich wurde der Antrag von Niclas Keiner abgelehnt und die Konzession für die Verlegung des Hammers am 22. September 1718 erteilt. 1726 scheint sich die wirtschaftliche Situation weiter verschlechtert zu haben. Valentin Triebel bat den Erbzins für den Zainhammer einstellen zu dürfen, da seit mehr als 20 Jahren im Zainhammer nicht mehr gearbeitet wurde. 1742 waren die Triebels nicht mehr im Besitz des Eisenhammers. Es sind in einer Rentsakte Johann Georg Keiner, Johann Michael Greiffelt und Johann Heinrich Klett als Besitzer eingetragen.